# Psychopsis coelivaga
Psychopsis coelivaga är en insektsart som först beskrevs av Francis Walker 1853.
Psychopsis coelivaga ingår i släktet Psychopsis och familjen Psychopsidae. Inga underarter finns listade i Catalogue of Life.